# 데일리 뉴스 보츠와나
데일리 뉴스 보츠와나는 보츠와나 가보로네에서 발행되는 영어 신문이다.

### 갤러리

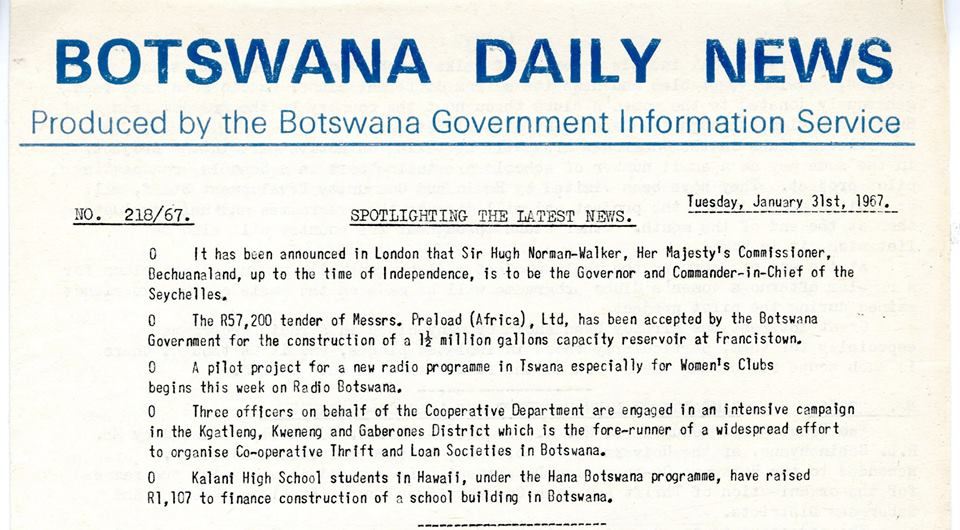
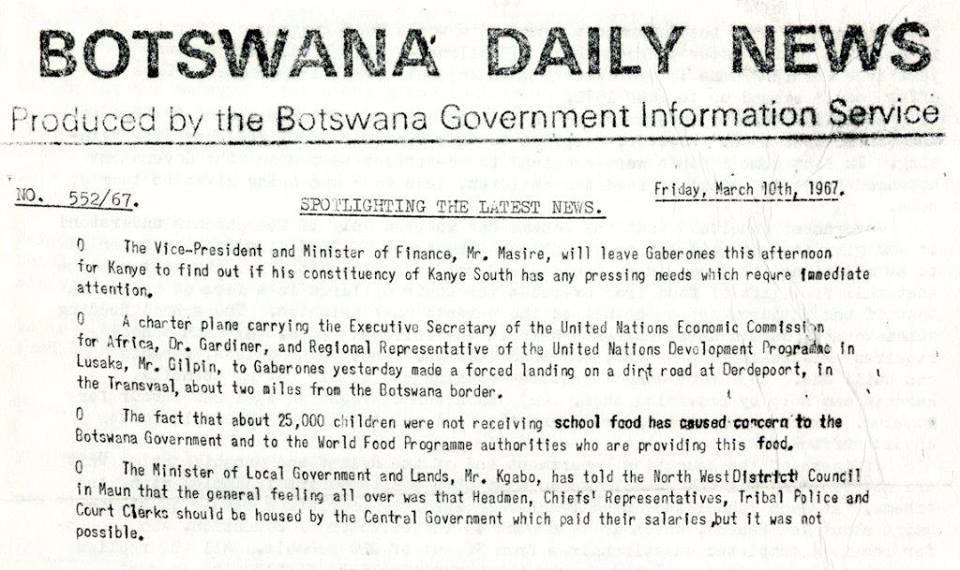
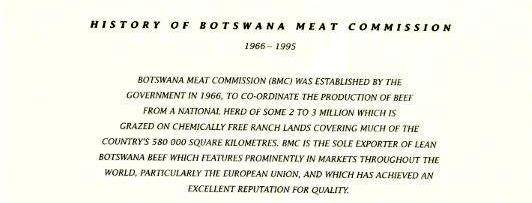

## 같이 보기
- 아지지
- 음메기
- 보츠와나 가디언
- 보츠와나 가제트
- 야로나 FM